# Karol Krištof
Karol Krištof (* 1. března 1955, Dunajská Lužná) je bývalý slovenský fotbalista, obránce.

## Fotbalová kariéra
V československé lize hrál za Slovan Bratislava a DAC Dunajská Streda. Nastoupil ke 119 utkáním a dal 9 gólů. Vítěz Československého poháru 1987. Za reprezentaci do 18 let nastoupil v letech 1973-1974 ke 12 utkáním a dal 1 gól, za juniorskou reprezentaci nastoupil v 4 utkáních a dal 1 gól. V Poháru UEFA nastoupil ve 4 utkáních.

## Ligová bilance
| Ročník                                      | Zápasy | Góly | Minuty | Klub                |
| ------------------------------------------- | ------ | ---- | ------ | ------------------- |
| 1. československá fotbalová liga 1976/77    | 30     | 2    | 2650   | Slovan Bratislava   |
| 1. československá fotbalová liga 1977/78    | 22     | 2    | 1880   | Slovan Bratislava   |
| 1. československá fotbalová liga 1978/79    | 15     | 1    | 974    | Slovan Bratislava   |
| 1. československá fotbalová liga 1979/80    | 1      | 0    | 9      | Slovan Bratislava   |
| 1. slovenská národní fotbalová liga 1980/81 | 29     | 0    | -      | DAC Dunajská Streda |
| 1. slovenská národní fotbalová liga 1981/82 | 27     | 0    | -      | DAC Dunajská Streda |
| 1. slovenská národní fotbalová liga 1982/83 | 30     | 1    | -      | DAC Dunajská Streda |
| 1. slovenská národní fotbalová liga 1983/84 | 24     | 0    | -      | DAC Dunajská Streda |
| 1. slovenská národní fotbalová liga 1984/85 | 30     | 1    | -      | DAC Dunajská Streda |
| 1. československá fotbalová liga 1985/86    | 25     | 1    | 2172   | DAC Dunajská Streda |
| 1. československá fotbalová liga 1986/87    | 26     | 3    | 2160   | DAC Dunajská Streda |
| 1. LIGA CELKEM                              | 118    | 9    | 9845   |                     |

## Trenérská kariéra
Po skončení aktivní kariéry trénoval rakouský ASV Zurndorf (2007-2010).